# Reggie Elliott
Reggie Elliott (Clearwater, 20 giugno 1973) è un ex cestista statunitense, professionista nella NBDL, in Ungheria, Romania e Bulgaria.